# 圣马丹德利夫
圣马丹德利夫（法語：Saint Martin de l'If，法語發音：[sɛ̃ maʁtɛ̃ də lif]）是法国滨海塞纳省的一个市镇，属于鲁昂区。该市镇于2016年由原市镇弗雷维尔、贝特维尔、拉福勒蒂耶尔和蒙德利夫合并而成，行政中心位于弗雷维尔。

## 地名
法语人名在日常人名译名以及《世界人名翻譯大辭典》、《法语姓名译名手册》等主流人名译名类书籍资料中多译作“马丁”，不过在《世界地名翻译大辞典》、《世界地名译名词典》和《法国地图册》等主流地名译名类书籍资料中多译作“马丹”。

## 地理
圣马丹德利夫（49°34'4"N, 0°49'54"E）面积22.92 平方千米，位于法国诺曼底大区滨海塞纳省，该省份为法国北部沿海省份，其西部及北部濒大西洋英吉利海峡，东起顺时针与索姆省、瓦兹省、厄尔省和卡爾瓦多斯省接壤。
与圣马丹德利夫接壤的市镇（或旧市镇、城区）包括：克鲁瓦马尔、布拉克维尔、圣玛格丽特-叙迪克莱尔、里沃昂塞纳、图夫勒维尔-拉科尔伯利讷。
圣马丹德利夫的时区为UTC+01:00、UTC+02:00（夏令时）。

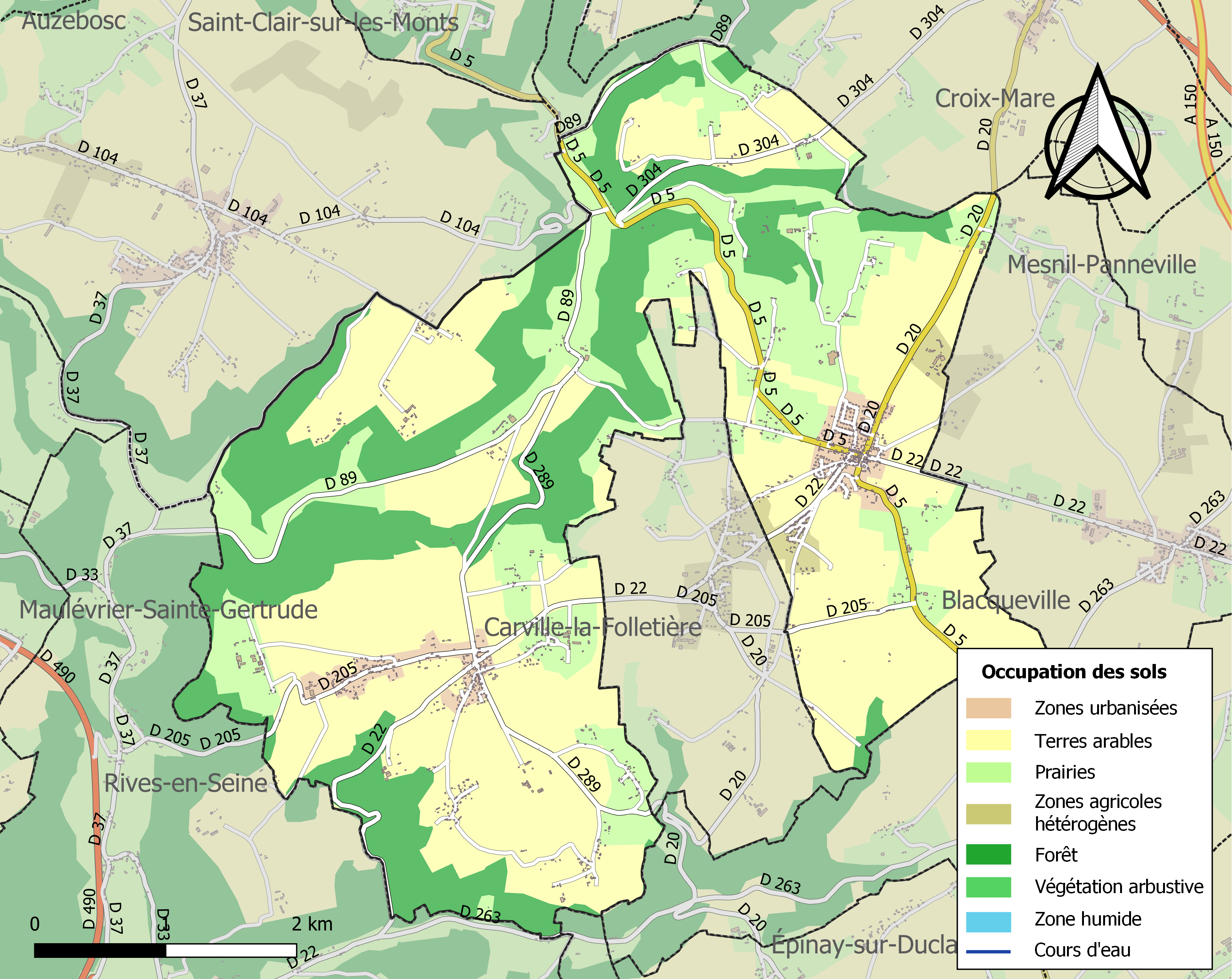
圣马丹德利夫的OSM定位图

## 行政
圣马丹德利夫的邮政编码为76190，INSEE市镇编码为76289。

## 政治
圣马丹德利夫所属的省级选区为邦德维尔圣母镇县。

## 人口
圣马丹德利夫于2022年1月1日时的人口数量为1734人。